# 기요카와 마사지
기요카와 마사지(일본어: 清川 正二, 1913년 2월 11일 ~ 1999년 4월 13일)는 일본의 비지니스맨, 스포츠 행정관이자 배영을 주종목으로 활약한 수영 선수였다. 자신의 수영 선수 경력 동안 기요카와는 400m 배영에서 하나의 세계 기록을 세웠다.
아이치현 도요하시시에서 태어나 도쿄 상과 대학(히토츠바시 대학)을 졸업하였다. 1932년 로스앤젤레스 올림픽에서 일본 수영 팀의 일원으로 선발되어 100m 배영 종목에서 동료 선수들 이리에 도시오와 가와쓰 겐타로를 앞서 금메달을 획득하였다. 4년 후, 베를린 올림픽에서 그는 같은 종목에서 3위를 하였다.
1948년 기요카와는 일본 수영 연맹의 국장이 되었고, 1975년부터 1989년까지 국제 올림픽 위원회의 위원이면서 1979년부터 1983년까지 부의장을 지냈다. 자신의 재직 기간 중에 나고야시는 대한민국 서울을 상대로 1988년 하계 올림픽을 위한 입찰을 만들었다. 기요카와는 IOC 위원들의 투표들을 환대하고 영향을 주는 데 양당에 의하여 엄청난 돈을 들인 비판적이었다. 그는 또한 1980년 모스크바 올림픽에 미국의 보이콧으로부터 정치적 압력에 표하는 데 일본 정부의 결정에 비판적이기도 하였다.
기요카와는 1976년부터 종합 무역 회사 가네마쓰 주식회사의 최고 경영자였다. 86세의 나이에 췌장암으로 사망하였다.